# Sture Stork
Sture Henrik Stork (Saltsjöbaden, 25 luglio 1930 – Trångsund, 27 marzo 2002) è stato un velista svedese.

## Palmarès

### Olimpiadi
- 2 medaglie:
  - 1 oro (Melbourne 1956 nella classe 5.5 metri)
  - 1 argento (Tokyo 1964 nella classe 5.5 metri)